# Constantina Diță
Constantina Diță (voorheen Constantina (Pușa) Diță-Tomescu) (Turburea (Gorj), 23 januari 1970) is een Roemeense langeafstandsloopster. Ze is gespecialiseerd in de halve marathon en de marathon. Op de eerste afstand werd zij in 2005 wereld-, op de laatste afstand in 2008 olympisch kampioene. Zij nam in totaal driemaal deel aan de Olympische Spelen.

## Biografie

### Bewondering voor Maricica Puică
Diță werd als kind vooral gegrepen door de prestaties van haar landgenote Maricica Puică, vooral toen deze in 1984 olympisch kampioene werd op de 3000 m tijdens de Spelen van 1984 in Los Angeles.

### Eerste successen
In 1999 behaalde ze bij de Europese kampioenschappen veldlopen een zilveren medaille, zowel individueel als met het Roemeense nationale team. Ze was in die wedstrijd acht seconden langzamer dan de Zwitserse Anita Weyermann, die kampioene werd in 18.53.
Daarnaast richtte zij zich op de marathon. Op de wereldkampioenschappen dat jaar werd ze negentiende op deze afstand, twee jaar later tijdens de WK in Edmonton werd ze tiende. Het jaar erna liep ze in de marathon van Amsterdam in 2:23.52 naar een tweede plaats achter Gete Wami (1e in 2:22.19), om  anderhalve maand later te zegevieren in de marathon van Singapore.

### Eerste in Chicago
Op de marathon van Londen in 2003 verbeterde Diță haar persoonlijk beste tijd tot 2.23:43. Ze werd dat jaar tweede op de marathon van Chicago. Een jaar later behaalde zij daar haar eerste grote overwinning, in een tijd die precies een seconde boven haar PR lag. Een jaar later was ze in Londen opgeklommen naar de derde plaats, maar op de marathon tijdens de Olympische Spelen in Athene finishte ze als twintigste.

### Wereldkampioene
In april 2005 werd ze tweede op de marathon van Londen achter Paula Radcliffe, in wat toen haar beste tijd was, 2:22.50. Op de WK in Helsinki behaalde ze de bronzen medaille op de marathon. Vervolgens finishte ze nog geen maand later op de marathon van Chicago op vijf seconden achter Deena Kastor als tweede in wat tot op heden (mei 2010) haar beste marathontijd is, 2:21.30. Enkele weken later in Edmonton werd ze wereldkampioene op de halve marathon in 1:09.17.
Het jaar erop veroverde werd Diță tweede bij de wereldkampioenschappen op de weg, dat ditmaal over 20 km ging. In Debrecen werd ze tweede, op twee seconden achter de Nederlandse Lornah Kiplagat, die in 1:03.21 won. Nog een jaar later werd ze derde op de marathon van Londen.

### Scheiding
Grote prestaties bleven vervolgens uit. Dit had onder meer te maken met haar scheiding van haar man en trainer.

### Gericht plan leidt tot succes
Toen besefte Diță, dat een koerswijziging noodzakelijk was, wilde zij in Peking een medaille veroveren. Ze wendde zich tot haar ex-trainer en -echtgenoot Tomescu, met wie ze vervolgens afspraken maakte over de aanpak, zodat de strubbelingen die in het verleden tussen het tweetal hadden gespeeld, niet opnieuw zouden oplaaien.
Allereerst werd een bloedtest gedaan. Hieruit bleek dat er sprake was van een ijzertekort. Dit euvel kon worden verholpen met supplementen. Vervolgens werd een strak programma uitgestippeld, waarin de balans tussen intensiteit en rust niet uit het oog werd verloren. Daarnaast werd de wedstrijddag in Peking nauwgezet gesimuleerd, inclusief het eten en drinken onderweg.
Het resultaat was dat Constantina Diță in Peking anders liep dan gebruikelijk. In plaats van snel naar de kop van het veld te lopen en een voorsprong op te bouwen, waarna ze in de tweede helft van de wedstrijd dan meestal de man met de hamer tegenkwam, liep ze nu op dringend advies van haar ex-man lange tijd een conservatief tempo waardoor ze, toen ze eenmaal aan kop liep, voldoende reserves over had om haar tempo tot het einde te kunnen vasthouden. Al doende werd zij in 2:26.44 met haar 38 jaar de oudste olympische marathonkampioene in de geschiedenis. Daarvoor was bij de mannen de oudste winnaar 37 jaar en bij de vrouwen 30 jaar.

## Titels
- Olympisch kampioene marathon - 2008
- Wereldkampioene halve marathon - 2005
- Balkan kampioene 5000 m - 2002
- Roemeens kampioene 5000 m - 2009
- Balkan kampioene 10.000 m - 1997
- Roemeens kampioene 10.000 m - 1998, 2009
- Roemeens kampioene 20 km - 2006
- Roemeens kampioene halve marathon - 2002
- Roemeens kampioene veldlopen (lange afstand) - 1998
- Roemeens kampioene veldlopen (korte afstand) - 1998

## Onderscheidingen
- Roemeens sporter van het jaar - 2008
- National Sports Award - 2009

## Persoonlijke records
Baan
| Onderdeel | Prestatie | Datum           | Plaats    |
| --------- | --------- | --------------- | --------- |
| 5000 m    | 15.28,91  | 7 augustus 2000 | Boekarest |
| 10.000 m  | 31.49,47  | 7 augustus 2006 | Göteborg  |

Weg
| Onderdeel      | Prestatie | Datum           | Plaats     |
| -------------- | --------- | --------------- | ---------- |
| 10 km          | 31.11     | 8 oktober 2006  | Debrecen   |
| 15 km          | 47.10     | 8 oktober 2006  | Debrecen   |
| 10 Eng. mijl   | 53.36     | 7 april 2002    | Washington |
| 20 km          | 1:03.23   | 8 oktober 2006  | Debrecen   |
| halve marathon | 1:08.07   | 22 oktober 2006 | Chicago    |
| 25 km          | 1:21.31   | 22 oktober 2006 | Chicago    |
| 30 km          | 1:38.30   | 22 oktober 2006 | Chicago    |
| marathon       | 2:21.30   | 9 oktober 2005  | Chicago    |

## Palmares

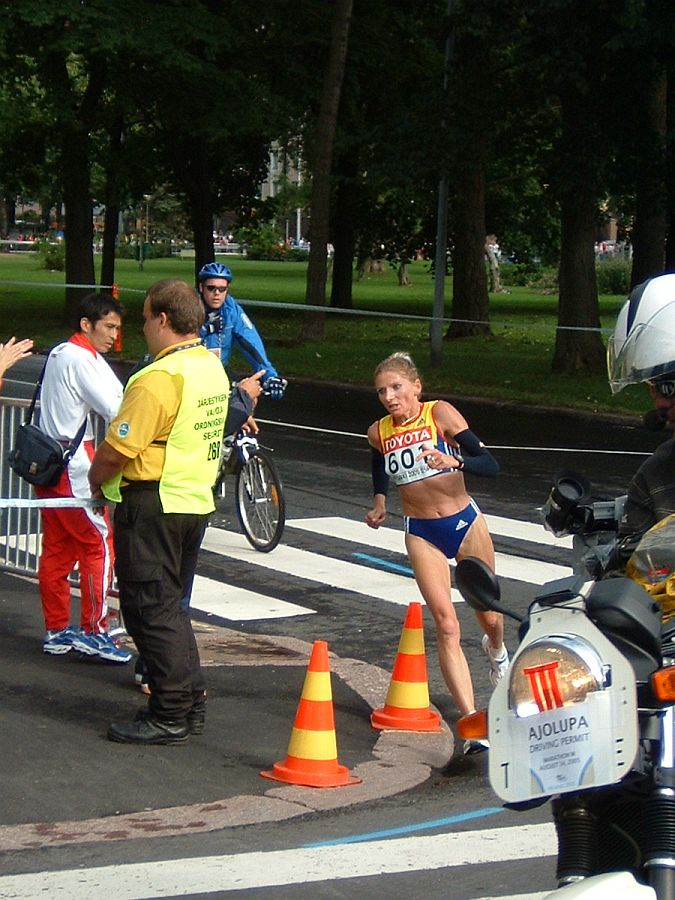
Tijdens het WK 2005 in Helsinki

### 5000 m
- 1999: 4e Roemeense kamp. - 15.36,36
- 2000:  Roemeense kamp. - 15.28,91
- 2002:  Balkan kamp. - 15.50,41
- 2009:  Roemeense kamp. - 16.43,27

### 10.000 m
- 1997:  Balkan kamp. in Athene - 34.23,02
- 1998:  Balkan Games in Belgrado - 33.20,59
- 1998:  Roemeense kamp. in Boekarest - 32.26,24
- 1999:  Roemeense kamp. in Boekarest - 32.32,76
- 2000:  Roemeense kamp. in Boekarest - 32.55,83
- 2002: 7e EK in München - 31.53,61
- 2006: 11e EK - 31.49,47
- 2009:  Roemeense kamp. in Boekarest - 34.48,82
- 2013: 7e Roemeense kamp. in Boekarest - 36.06,12

### 5 km
- 2001:  Dad's Day in Dallas - 16.11
- 2003:  Stadium Stampede in Denver - 16.12
- 2004:  Stadium Stampede in Denver - 16.42
- 2005:  Stadium Stampede in Denver - 16.37

### 10 km
- 2001: 5e Peachtree Road Race in Atlanta - 32.17
- 2002:  Sunrise Stampede in Longmont - 33.20
- 2002:  Peachtree Road Race in Atlanta - 31.14
- 2003: 5e Celestial Seasonings Bolder Boulder - 34.12
- 2003:  Sunrise Stampede in Longmont - 33.31
- 2003: 4e Peachtree Road Race in Atlanta - 32.26,7
- 2003:  Beach to Beacon in Cape Elizabeth - 32.05,2
- 2004:  World's Best in San Juan - 31.59,9
- 2004:  Peachtree Road Race in Atlanta - 32.14
- 2005: 4e World's Best in San Juan - 33.24,7
- 2005:  Dannon- Daily Herald Wasatch Front in Provo, - 33.22
- 2009:  Bupa London in Londen - 34.24
- 2009: 4e Bellin Run in Green Bay - 34.40
- 2009:  Asics British London Run in Londen - 34.30

### 15 km
- 2001: 4e Utica Boilermaker - 49.11
- 2002:  Utica Boilermaker - 48.29
- 2003: 4e Utica Boilermaker - 49.57
- 2009:  Montferland Run in 's-Heerenberg - 51.36

### 10 Eng. mijl
- 2008: 4e Dam tot Damloop - 53.23

### 20 km
- 2006:  Roemeense kamp. in Drobeta Turnu Severin - 1:05.27
- 2006:  WK in Debrecen - 1:03.23 (NR)

### halve marathon
- 1997:  halve marathon van Niort - 1:14.23
- 1998: 29e WK in Uster - 1:12.42
- 1999: 12e WK in Palermo - 1:11.22
- 2000:  halve marathon van Boedapest - 1:11.37
- 2001: 32e WK in Bristol - 1:13.08
- 2002: 4e halve marathon van Carlsbad - 1:15.22
- 2002: 22e WK in Brussel - 1:11.34
- 2002:  halve marathon van Drobeta-Turnu Severin - 1:08.10
- 2003: 5e WK in Vilamoura - 1:10.05
- 2004:  WK in New Delhi - 1:09.07
- 2005:  WK in Edmonton - 1:09.17
- 2006:  halve marathon van Denver - 1:15.06
- 2006:  halve marathon van New York - 1:10.11
- 2007:  halve marathon van Sendai - 1:10.24
- 2007:  halve marathon van Denver - 1:13.49
- 2010: 4e halve marathon van Virginia Beach - 1:17.20
- 2013: 4e halve marathon van Denver - 1:20.52

### marathon
- 1990: 6e marathon van Boekarest - 3:04.12
- 1991: 4e marathon van Boekarest - 2:50.23
- 1991: 8e marathon van Istanboel - 3:18.19
- 1992: 11e marathon van Baneasa - 3:09.05
- 1993: 10e marathon van Boekarest - 3:21.48
- 1995: 4e marathon van Mamaia - 3:14.01
- 1996:  marathon van Baneasa - 2:53.39
- 1996:  marathon van Boekarest - 2:49.02
- 1997: 14e marathon van Parijs - 2:53.03
- 1997:  marathon van Le Havre - 2:40.29
- 1997:  marathon van Lyon - 2:35.32
- 1997: 6e marathon van Monte Carlo - 2:40.33
- 1998:  marathon van Bordeaux - 2:35.11
- 1998: 17e EK - 2:34.35
- 1998: 6e marathon van Istanboel - 2:51.16
- 1999: 19e WK - 2:36.28
- 2000:  marathon van Istanboel - 2:37.57
- 2001:  marathon van Belgrado - 2:33.30
- 2001: 4e marathon van Tokio - 2:26.39
- 2001: 10e WK - 2:30.38
- 2002: 4e marathon van Los Angeles - 2:33.58
- 2002:  marathon van Amsterdam - 2:23.53,2
- 2002:  marathon van Singapore - 2:36.06
- 2003: 6e marathon van Londen - 2:23.43
- 2003:  marathon van Chicago - 2:23.35
- 2004:  marathon van Londen - 2:26.52
- 2004: 20e OS - 2:37.21
- 2004:  marathon van Chicago - 2:23.44
- 2005:  marathon van Londen - 2:22.50
- 2005:  WK - 2:23.19
- 2005:  marathon van Chicago - 2:21.30
- 2006: 7e marathon van Londen - 2:27.51
- 2006: 5e marathon van Chicago - 2:24.25
- 2007:  marathon van Londen - 2:23.55
- 2008: 9e marathon van Osaka - 2:28.15
- 2008: 8e marathon van Londen - 2:27.45
- 2008:  OS - 2:26.44
- 2008: 4e marathon van Chicago - 2:30.57
- 2009: 10e marathon van Yokohama - 2:36.06
- 2010: 22e marathon van Londen - 2:41.12
- 2012: 11e marathon van Osaka - 2:40.08
- 2012: 17e marathon van Londen - 2:32.34
- 2012: 85e OS - 2:41.34

### veldlopen
- 1998:  Roemeense kamp. in Sfantu Gheorghe - 18.56
- 1998:  Roemeense kamp. in Sfantu Gheorghe - 27.36
- 1998: 13e EK in Ferrara - 18.53 ( in het landenklassement)
- 1998: 16e WK korte afstand in Marrakech - 13.03
- 1999: 11e WK korte afstand in Belfast - 15.49
- 1999: 14e WK lange afstand in Belfast - 29.17
- 1999:  EK (4,95 km) - 19.01 ( in het landenklassement)
- 1999:  EK landenklassement
- 2000: 31e EK in Malmö - 17.24
- 2000: 22e WK korte afstand in Vilamoura - 13.32
- 2000: 35e WK lange afstand in Vilamoura - 27.45
- 2001:  Balkan kamp. in Craiova - 19.35,0
- 2001: 33e WK korte afstand in Oostende - 15.58

1984: Joan Benoit ·
1988: Rosa Mota ·
1992: Valentina Jegorova ·
1996: Fatuma Roba ·
2000: Naoko Takahashi ·
2004: Mizuki Noguchi ·
2008: Constantina Diță ·
2012: Tiki Gelana ·
2016: Jemima Sumgong ·
2020: Peres Chepchirchir ·
2024: Sifan Hassan